# Rue Henri-Robert
Rue Henri-Robert är en gata på Île de la Cité i Quartier Saint-Germain-l'Auxerrois i Paris 1:a arrondissement. Gatan är uppkallad efter den franske advokaten och historikern Henri Robert (1863–1936). Rue Henri-Robert börjar vid Place Dauphine 27 och slutar vid Place du Pont-Neuf 13. 

## Bilder
| - Gatuskylt. - Rue Henri-Robert. - Henri Robert. - Place Dauphine. |

## Omgivningar
- Sainte-Chapelle
- Quai des Orfèvres
- Pont-Neuf
- Quai de l'Horloge

## Kommunikationer
- Tunnelbana – linje  – Cité
- Busshållplats Cité – Palais de Justice – Paris bussnät, linjerna 38 47 96

### Webbkällor
- ”Rue Henri-Robert”. Mairie de Paris. https://web.archive.org/web/20190905050902/http://www.v2asp.paris.fr/commun/v2asp/v2/nomenclature_voies/Voieactu/4518.nom.htm. Läst 30 mars 2022.
- ”Rue Henri-Robert (1er arrondissement)”. Les rues de Paris. https://web.archive.org/web/20171024212759/http://www.parisrues.com/rues01/paris-01-rue-henri-robert.html. Läst 30 mars 2022.